# 베르나베 페레이라
베르나베 페레이라(스페인어: Bernabé Ferreyra, 1909년 2월 12일 ~ 1972년 5월 22일)는 은퇴한 아르헨티나의 축구 선수이다. 포지션은 공격수였다. 아르헨티나 축구계에서 굉장한 명성을 얻은 최초의 선수중 하나로, 영화로 된 일대기가 있다. 그의 공격수로서의 능력과 슈팅 능력이 뛰어났기 때문에 루피노의 박격포(El mortero de Rufino)로 불렸다. 다른 별명은 야생동물(La Fiera)이었다.
1909년 아르헨티나의 산타페주 루피노에서 태어났으며, 아르헨티나의 축구가 아직 아마추어이던 시절인 1927년에 CA 티그레에서 뛰기 시작했다. 1932년 당시에 굉장한 이적료로 리버 플레이트에 입단하였다.
그는 1932년과 1936년, 1937년에 리버 플레이트에서 뛰며 리그 우승컵을 거머쥐었다. 1932년에는 리그에서 43골을 기록하며 리그 득점왕이 됐고, 남아메리카 득점왕에도 올랐다. 그는 잠시 동안 아르헨티나 축구 국가대표팀에서 활약하였으나, FIFA 월드컵과는 인연이 없었다.
그는 198경기에서 206골을 넣었는데, 발레리아노 로페스, 아르투르 프리덴라이히와 더불어 경기당 득점이 1을 넘어간 아메리카의 선수였다. 그의 명성과 공격수 자질이 상당히 좋아서, 크리티카 신문은 페레이라가 무득점으로 마친 경기에서 처음으로 골키퍼에게 상품을 주었다.
그는 1932년부터 1952년까지 20년동안 세계 이적 금액 기록을 갖고 있었는데, 1932년에 CA 티그레에서 리버 플레이트로 이적할때의 이적료는 23,000파운드였다.
그는 1936년 후아니타와 결혼해 베르나베 다니엘과 카를로스 알베르토를 낳았다. 그는 1939년 29살의 젊은 나이로 은퇴하였다.